# Víctor Alberto Salazar
Víctor Salazar (Quibdó, Chocó, Colombia; 14 de febrero de 1991) es un exfutbolista colombiano. Jugaba en la posición de centrodelantero y su último equipo fue el Deportivo San Pedro de la Primera División de Guatemala.

## Trayectoria

### Millonarios.
Salazar llegó a las divisiones inferiores de Millonarios en el año 2008, proveniente de las divisiones inferiores del América de Cali, club donde no se le dio la oportunidad en el equipo profesional.
Hizo parte de la nómina albiazul campeona del torneo de la Primera C en el año 2008, y también fue figura en el título conseguido por el equipo juvenil de Millonarios en la Copa Elite 2009, torneo del que fue el goleador. Además fue titular en el equipo que fue subcampeón del Campeonato Nacional Sub-18 2009 organizado por la Federación Colombiana de Fútbol.
Su debut en la Categoría Primera A fue el 7 de marzo de 2009 en la sexta fecha del Torneo Apertura enfrentando a Atlético Nacional en el Estadio Atanasio Girardot de Medellín. Este encuentro terminó 0-1 en contra de Millonarios. Salazar comenzó el partido como titular en cumplimiento de la norma que obligaba a los equipos colombianos a utilizar un jugador sub-18 en el inicio del partido. Fue reemplazado a los 13 minutos de juego por el centrodelantero panameño Luis Tejada.
Salazar anotó su primer gol como profesional el 11 de marzo de 2010 en el partido que Millonarios empató 1-1 contra Centauros Villavicencio en la segunda fecha de la Copa Colombia 2010. Este juego se disputó en el Estadio Los Zipas de Zipaquirá.
Salazar fue prestado a varios equipos de la  Categoría Primera B del fútbol profesional colombiano para que adquiriera experiencia. Así fue como estuvo con el Depor de Cali, el Atlético Huila y el América de Cali a lo largo de dos años y medio.
A mediados del año 2014 regresa al club bogotano y es inscrito para la Copa Sudamericana 2015. Aunque entrena con el equipo no es tomado en cuenta para ningún partido.
A inicios del año 2015 es confirmado en el grupo de jugadores seleccionados para afrontar la temporada por el técnico Ricardo Lunari.

### Royal Eagles F.C.
El 20 de septiembre de 2016 es confirmado como nuevo jugador del Royal Eagles FC de la Primera División de Sudáfrica por contrato por un año.
Su primer partido lo jugó como titular el 19 de noviembre de 2016 enfrentando en condición de visitante al Mthatha Bucks el encuentro terminaría 1-1, Víctor jugó 81 minutos e hizo la asistencia para el gol de su equipo.

## Clubes
| Club                 | País       | Año         |
| -------------------- | ---------- | ----------- |
| Millonarios          | Colombia   | 2009 - 2011 |
| Depor Aguablanca     | Colombia   | 2012 - 2013 |
| Atlético Huila       | Colombia   | 2013        |
| Millonarios          | Colombia   | 2014 - 2015 |
| Atlético Bucaramanga | Colombia   | 2015 - 2016 |
| Royal Eagles         | Sudáfrica  | 2016        |
| FK Senica            | Eslovaquia | 2017        |
| Nové Mesto           | Eslovaquia | 2018        |
| FK Senica            | Eslovaquia | 2018 - 2019 |
| Deportivo San Pedro  | Guatemala  | 2019        |

## Palmarés

### Campeonatos nacionales
| Título        | Club                 | País     | Año  |
| ------------- | -------------------- | -------- | ---- |
| Copa Colombia | Millonarios          | Colombia | 2011 |
| Primera B     | Atlético Bucaramanga | Colombia | 2015 |